# Dalaba (prefektur)
Dalaba är en prefektur i Guinea.   Den ligger i regionen Mamou Region, i den västra delen av landet, 200 km nordost om huvudstaden Conakry. Antalet invånare är 154 820. Arean är 4 400 kvadratkilometer. Dalaba gränsar till Labe Prefecture, Tougue Prefecture, Mamou Prefecture, Kindia och Pita. 
Terrängen i Dalaba är huvudsakligen kuperad.
Följande samhällen finns i Dalaba:
- Dalaba